# Nielsen Elias
Nielsen Elias, ou simplesmente Nielsen (Rio de Janeiro, 19 de junho de 1952), é um ex-futebolista brasileiro, que atuava como goleiro.
Foi um goleiro que atuou pelos 4 grandes clubes do Rio de Janeiro, mas que se destacou pelo Fluminense e pelo Flamengo.[carece de fontes?]

## Carreira
Filho de João Elias e Cleia Elias, nasceu no bairro de Rio Comprido.
Nielsen começou como goleiro de futebol de salão nos anos 1960. Depois foi para o futebol de campo nas divisões de base do Fluminense, aonde sagrou-se Campeão Carioca Juvenil de 1970 e Campeão da Taça Cidade de São Paulo.
Foi convocado para a Seleção Brasileira de juniores e foi campeão Mundial em Cannes, na França, em 1971, campeão Pré-Olímpico na Colômbia também em 1971 e esteve nos Jogos Olímpicos de Verão de 1972, em Munique, com a Seleção Brasileira treinada por Antoninho Fernandes.
Nielsen fez parte da Máquina Tricolor e sagrou-se campeão carioca em 1973 e 1975, como reserva de Félix. Esta equipe tinha vários craques, entre eles Roberto Rivelino e Paulo Cézar Caju. Envolvido no troca-troca do Presidente Francisco Horta, foi para o Flamengo, tendo realizado 22 jogos com a camisa do Tricolor, com 11 vitórias, 6 empates e 5 derrotas, tendo sofrido 19 gols.
Na Gávea, vestiu a camisa rubro-negra em 12 oportunidades (10 vitórias e apenas duas derrotas) entre 1978 e 1979, onde foi campeão Carioca de 1979. Essa equipe foi considerada uma das melhores do Flamengo, que tinha em seu elenco Zico, considerado o maior ídolo do clube.
Em 1983, foi contratado pelo São Cristóvão.
Após encerrar a carreira se tornou preparador de goleiros em diversos clubes brasileiros e estrangeiros, e também da Seleção Brasileira, Emirados Árabes, Arábia Saudita e Jamaica. Seu método de trabalho fez com que houvesse uma evolução muito grande nos goleiros brasileiros. Com sua formação em Educação Física, desenvolveu um treinamento diferenciado. A partir deste momento os goleiros brasileiros passaram a ser requisitados por equipes europeias, e Taffarel, que por muitos anos foi treinado por Nielsen Elias, foi o primeiro goleiro a entrar numa equipe italiana, abrindo dessa maneira o mercado estrangeiro para a posição, que era muito pouco respeitada pelas equipes europeias.
Na Copa de 1990, na Itália, Nielsen foi o preparador dos goleiros Taffarel, Acácio e Zé Carlos.
Hoje, Nielsen Elias é treinador profissional de futebol. Tem quatro filhos: Nielsen, Giuliana, Giulia e João Felipe.